# Daryl Williams
Daryl Williams (Lake Dallas, 31 agosto 1992) è un giocatore di football americano statunitense che milita nel ruolo di offensive tackle per i Buffalo Bills della National Football League (NFL).

## Carriera

### Carolina Panthers
Dopo avere giocato al college a football a Oklahoma, Williams fu scelto nel corso del quarto giro (102º assoluto) del Draft NFL 2015 dai Carolina Panthers. Debuttò come professionista subentrando nella gara del primo turno contro i Jacksonville Jaguars. La sua prima stagione regolare si concluse con dieci presenze, di cui due come partente. A fine anno partì come titolare nel Super Bowl 50, dove i Panthers furono sconfitti per 24-10 dai Denver Broncos.  Nel 2017 fu inserito nel Second-team All-Pro dall'Associated Press.

### Buffalo Bills
Williams firmò un contratto di un anno con i Buffalo Bills il 1º aprile 2020. L'anno successivo rinnovò per tre anni per un valore di 28,2 milioni di dollari.

## Palmarès

### Franchigia
- National Football Conference Championship: 1

Carolina Panthers: 2015

### Individuale
- Second-team All-Pro: 1

2017